# Elachopeltis phoebes
Elachopeltis phoebes är en svampart som beskrevs av Syd. 1927. Elachopeltis phoebes ingår i släktet Elachopeltis, divisionen sporsäcksvampar och riket svampar.   Inga underarter finns listade i Catalogue of Life.